# Brélidy
Brélidy är en kommun i departementet Côtes-d'Armor i regionen Bretagne i nordvästra Frankrike. Kommunen ligger i kantonen Pontrieux som tillhör arrondissementet Guingamp. År 2022 hade Brélidy 316 invånare.

## Befolkningsutveckling
Antalet invånare i kommunen Brélidy
Referens:INSEE